# Buzitka
Buzitka es un municipio del distrito de Lučenec en la región de Banská Bystrica, Eslovaquia, con una población estimada a final del año 2024 de 453 habitantes.
Se encuentra ubicado en el centro-sur de la región, en el valle del río Ipoly —un afluente izquierdo del Danubio— y cerca de la frontera con Hungría.

## Demografía
| Año        | 1994 | 2004    | 2014    | 2024    |
| ---------- | ---- | ------- | ------- | ------- |
| Población  | 542  | 508     | 503     | 453     |
| Diferencia |      | −6,27 % | −0,98 % | −9,94 % |

| Año        | 2023 | 2024    |
| ---------- | ---- | ------- |
| Población  | 454  | 453     |
| Diferencia |      | −0,22 % |